# ホルヘ・ゴンサレス
ホルヘ・ウンベルト・ゴンサレス・リオス（Jorge Humberto González Ríos、1964年12月6日）はチリ・サンティアゴ出身のミュージシャン、作曲家、音楽プロデューサー。非常に不遜な性格でチリでデビューの頃から注目された。チリのアーティストで最高のシンガーソングライターの一人と考えられている。彼の歌詞の内容は、政治的、社会的正義について普通に書かれている。
1980年代にロックバンドロス・プリシオネロスのヴォーカリストとして、最も大事なチリ人のミュージシャンの一人だと考えられている。

## 略歴
サンティアゴ、サン・ミゲル区に子供から暮らし、学校での友人クラウディオ・ナレアとミゲル・タピアと共に1979年にバンドを結成した。学校を卒業したらチリ大学で音楽に入学したが、1年間の後に勉強をやめた。1983年にロス・プリシオネロスが一枚目のアルバム「La Voz de los 80」を発売し、作詞・作曲を担当した楽曲が1曲以外全曲だった。
1991年、バンド脱退後、ロンドンでEMIと契約し、ソロ活動を開始した。1993年に1枚目のソロアルバムをリリース。セールスの予想が達成されなかったから、2ndアルバム「El Futuro」のリリース後、EMIとの契約を終了させた。
1997年〜1998年の間、マルティーン・ショップフと共にバンド"Gonzalo Martínez"として活動していた。この期間には「テクノクンビア」という新しい音楽ジャンルを作り出し、1枚のアルバムをリリースした。
2000年、コカイン中毒でキューバのリハビリセンターに入院することにした。
2001年、ロス・プリシオネロスが再結成し、2005年までバンドのリーダーとして活動していた。
2006年、妻ロレート・オテーロと共にエレクトロニック音楽デュオ"Los Updates"を結成。

## ディスコグラフィ
ソロ
- Jorge González（1993年）
- El futuro se fue（1994年）
- Mi destino: confesiones de una estrella de rock（1999年）
- Libro（2012年)
- Naked Tunes (2014年)
- Mixed Feelings (2015年)
- Trenes (2015年)

Los Updates
- Los Updates EP（2007年）
- First If You Please（2008年）